# Гармаш Сергій Анатолійович
Сергій Анатолійович Гармаш (нар. 27 лютого 1971, м. Єнакієве, Донецька область, УРСР, СРСР) — український журналіст і політик. Представник Донецька в Мінській тристоронньої контактній групі (ТКГ) по Донбасу. Головний редактор інтернет-видання «ОстроВ».

## Життєпис
Сергій Гармаш народився 27 лютого 1971 року в Єнакієвому Донецької області України.
Закінчив Інститут журналістики Київського національного університету імені Тараса Шевченка (1997).
Працював:
- кореспондентом Єнакієвської незалежної газети «Панорама» (1991—1993);
- редактором Єнакієвського міського радіо (1993—1996);
- кореспондентом Радіо Свобода в Донецькій области (1996—2004);
- кореспондентом Інтерфакс-Україна в Донецькій области (2001—2003).

З 2002 року — головний редактор інтернет-видання «ОстроВ».
Переїхав до Києва в травні 2014 року з початком збройної агресії Росії на Донбасі.
З 9 червня 2020 року представляє окупований Росією Донецьк в засіданнях політичної підгрупи в тристоронньої контактній групі по Донбасу.

## Нагороди та відзнаки
- Премія імені Герда Буцеріуса «Вільна преса Східної Європи[ru]» (2015)[2].
- Орден «За заслуги» III ступеня (5 червня 2015) — за вагомий особистий внесок у розвиток вітчизняної журналістики, багаторічну сумлінну працю та високу професійну майстерність[3].